# Лінвуд (Нью-Джерсі)
Лінвуд (англ. Linwood) — місто (англ. city) в США, в окрузі Атлантик штату Нью-Джерсі. Населення — 6971 особа (2020).

## Географія
Лінвуд розташований за координатами 39°20′37″ пн. ш. 74°34′16″ зх. д. / 39.34361° пн. ш. 74.57111° зх. д. (39.343718, -74.571049).  За даними Бюро перепису населення США в 2010 році місто мало площу 10,99 км², з яких 10,01 км² — суходіл та 0,98 км² — водойми.

## Демографія
Згідно з переписом 2010 року, у місті мешкали 7092 особи в 2653 домогосподарствах у складі 1959 родин. Було 2798 помешкань
Расовий склад населення:
| - 93,2 % — білих - 3,8 % — азіатів - 1,0 % — чорних або афроамериканців - 0,1 % — корінних американців |

До двох чи більше рас належало 1,5 %. Частка іспаномовних становила 3,0 % від усіх жителів.
За віковим діапазоном населення розподілялося таким чином: 24,9 % — особи молодші 18 років, 57,0 % — особи у віці 18—64 років, 18,1 % — особи у віці 65 років та старші. Медіана віку мешканця становила 45,7 року. На 100 осіб жіночої статі у місті припадало 90,1 чоловіків;  на 100 жінок у віці від 18 років та старших — 85,1 чоловіків також старших 18 років.
Середній дохід на одне домашнє господарство  становив 104 198 доларів США (медіана — 82 419), а середній дохід на одну сім'ю — 126 159 доларів (медіана — 105 588). Медіана доходів становила 70 307 доларів для чоловіків та 52 044 долари для жінок. За межею бідності перебувало 3,0 % осіб, у тому числі 2,6 % дітей у віці до 18 років та 2,5 % осіб у віці 65 років та старших.
Цивільне працевлаштоване населення становило 3298 осіб. Основні галузі зайнятості: освіта, охорона здоров'я та соціальна допомога — 27,7 %, мистецтво, розваги та відпочинок — 14,5 %, науковці, спеціалісти, менеджери — 12,7 %.